# العلاقات الأوزبكستانية السويسرية
العلاقات الأوزبكستانية السويسرية هي العلاقات الثنائية التي تجمع بين أوزبكستان وسويسرا.

## مقارنة بين البلدين
هذه مقارنة عامة ومرجعية للدولتين:
| وجه المقارنة                                              | أوزبكستان       | سويسرا                                                                                      |
| --------------------------------------------------------- | --------------- | ------------------------------------------------------------------------------------------- |
| المساحة (كم2)                                             | 448.98 ألف      | 41.28 ألف                                                                                   |
| عدد السكان (نسمة)                                         | 32.39 مليون     | 8.21 مليون                                                                                  |
| الكثافة السكانية (ن./كم²)                                 | 72.14           | 198.89                                                                                      |
| العاصمة                                                   | طشقند           | برن                                                                                         |
| اللغة الرسمية                                             | اللغة الأوزبكية | اللغة الألمانية، اللغة الإيطالية، لغة فرنسية، اللغة الرومانشية، الألمانية السويسرية الموحدة |
| العملة                                                    | سوم أوزبكستاني  | فرنك سويسري                                                                                 |
| الناتج المحلي الإجمالي (بليون دولار)                      | 48.72 مليار     | 678.89 مليار                                                                                |
| الناتج المحلي الإجمالي (تعادل القوة الشرائية) بليون دولار | 190.50 مليار    | 518.07 مليار                                                                                |
| الناتج المحلي الإجمالي الاسمي للفرد دولار أمريكي          | 2.13 ألف        | 80.94 ألف                                                                                   |
| الناتج المحلي الإجمالي للفرد دولار أمريكي                 | 5.57 ألف        | 59.54 ألف                                                                                   |
| مؤشر التنمية البشرية                                      | 0.675           | 0.930                                                                                       |
| رمز المكالمات الدولي                                      | +998            | +41                                                                                         |
| رمز الإنترنت                                              | .uz             | .ch، .swiss ‏                                                                                |
| المنطقة الزمنية                                           | ت ع م+05:00     | توقيت وسط أوروبا، ت ع م+01:00، ت ع م+02:00، أوروبا/زيورخ ‏                                   |

## منظمات دولية مشتركة
يشترك البلدان في عضوية مجموعة من المنظمات الدولية، منها:
| علم المنظمة | اسم المنظمة                               | تاريخ انضمام أوزبكستان | تاريخ انضمام سويسرا |
| ----------- | ----------------------------------------- | ---------------------- | ------------------- |
|             | مؤسسة التمويل الدولية                     | 30 سبتمبر 1993         | 29 مايو 1992        |
|             | منظمة حظر الأسلحة الكيميائية              | ?                      | ?                   |
|             | يونسكو                                    | 26 أكتوبر 1993         | 28 يناير 1949       |
|             | الاتحاد الدولي للاتصالات                  | 10 يوليو 1992          | 1866                |
|             | الأمم المتحدة                             | 2 مارس 1992            | 10 سبتمبر 2002      |
|             | منظمة الشرطة الجنائية الدولية             | ?                      | ?                   |
|             | البنك الدولي للإنشاء والتعمير             | 21 سبتمبر 1992         | 29 مايو 1992        |
|             | منظمة الأمن والتعاون في أوروبا            | 30 يناير 1992          | 25 يونيو 1973       |
|             | الاتحاد البريدي العالمي                   | ?                      | ?                   |
|             | مؤسسة التنمية الدولية                     | 24 سبتمبر 1992         | 29 مايو 1992        |
|             | الفريق المعني برصد الأرض                  | ?                      | ?                   |
|             | بنك التنمية الآسيوي                       | 1995                   | 1967                |
|             | المركز الدولي لتسوية المنازعات الاستشارية | 25 أغسطس 1995          | 14 يونيو 1968       |
|             | وكالة ضمان الاستثمار متعدد الأطراف        | 4 نوفمبر 1993          | 12 أبريل 1988       |

## وصلات خارجية
- موقع وزارة الخارجية الأوزبكستانية
- موقع وزارة الخارجية السويسرية